# Blutaparon
Genre
Classification APG II (2003)
Blutaparon est un genre de plantes de la famille des Amaranthaceae.

## Liste d'espèces
Selon ITIS :
- Blutaparon vermiculare (L.) Mears
- Blutaparon portulacoides